# Strangriede

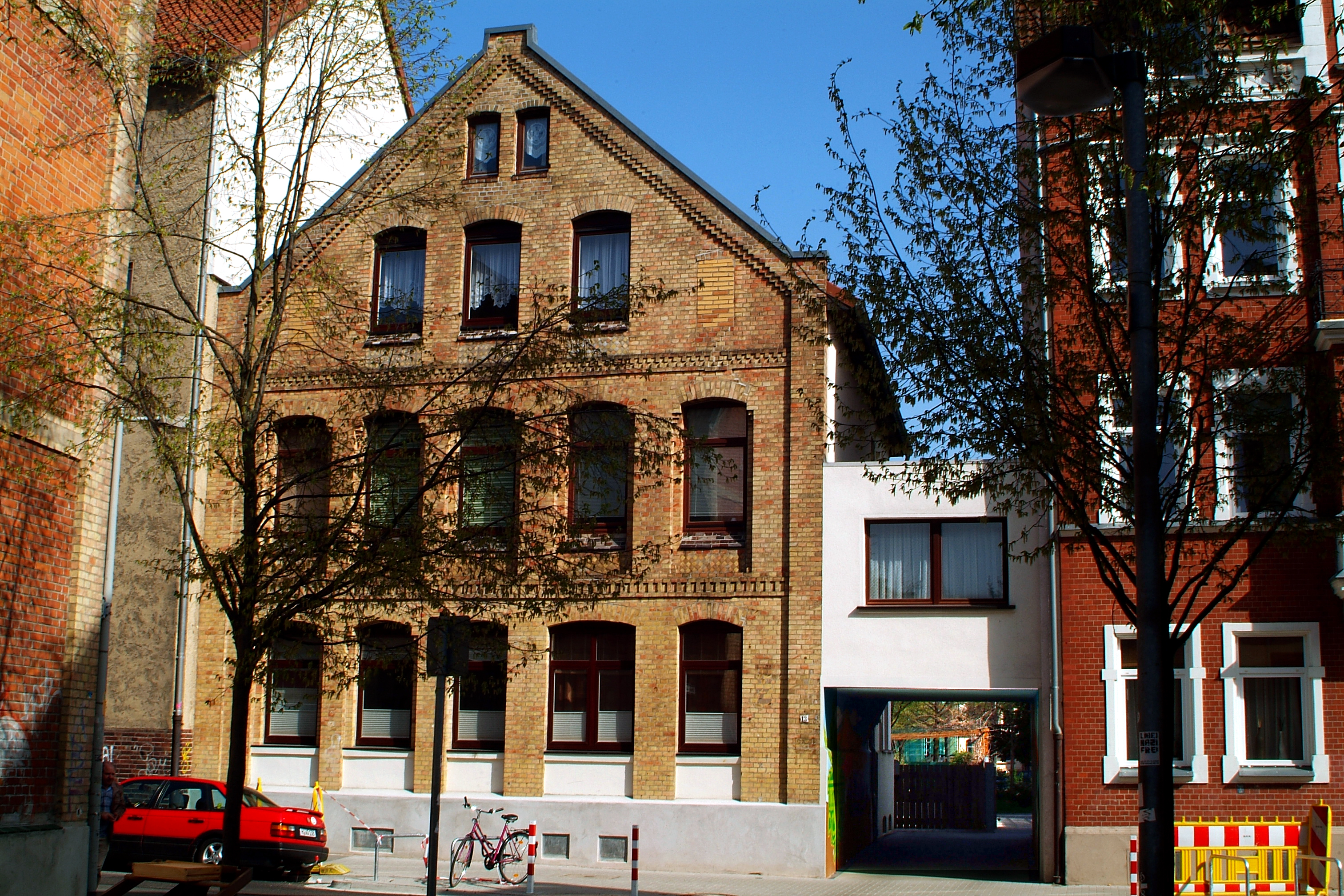
Kleinbürgerliches Wohnhaus in gelblichem Backstein An der Strangriede 13 aus dem 19. Jahrhundert mit Durchgang vom Edwin-Oppler-Weg zum Spielplatz an der Haltenhoffstraße

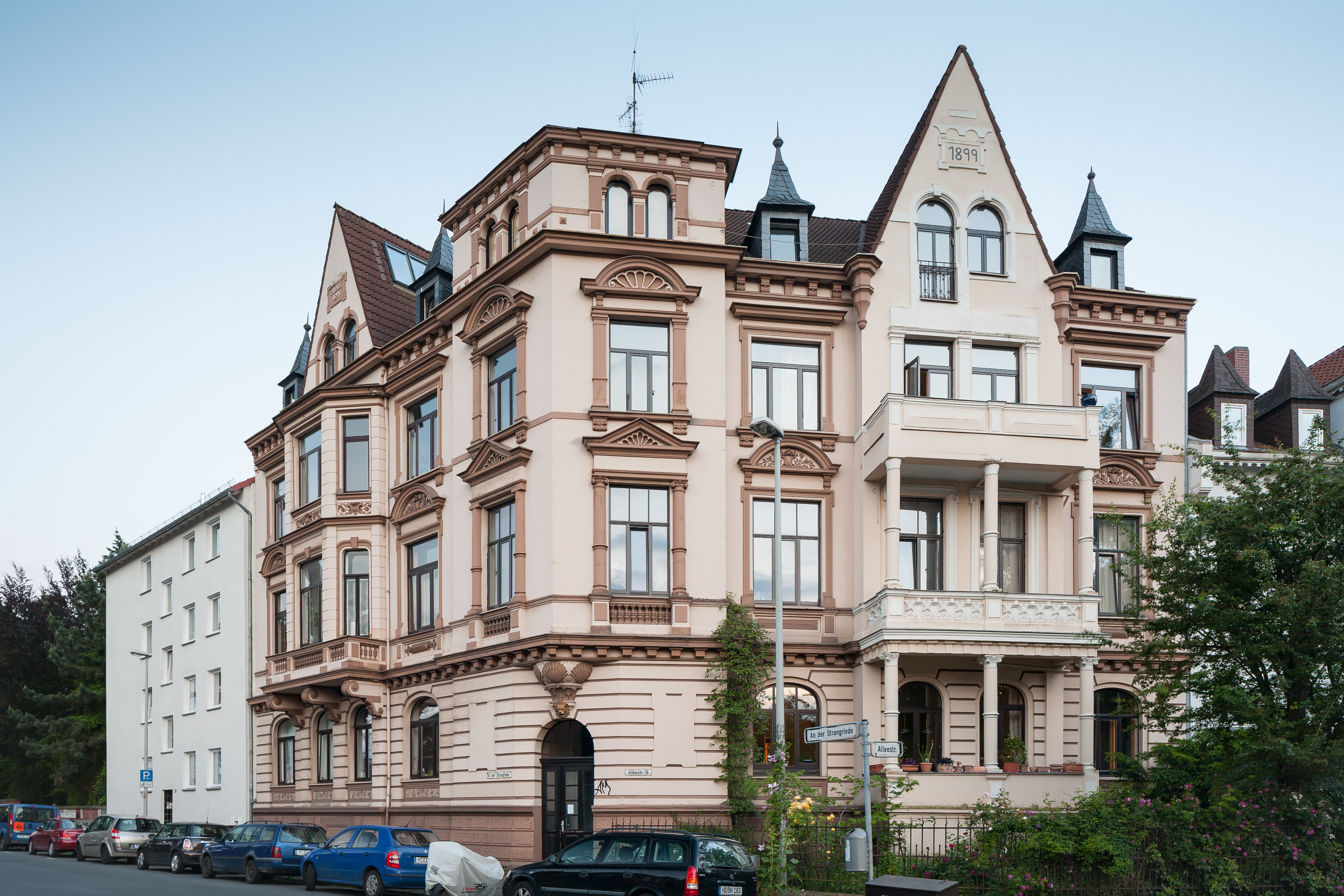
1899 datiertes großbürgerliches Wohngebäude im Stil des Historismus An der Strangriede Ecke Alleestraße nahe Herrenhausen

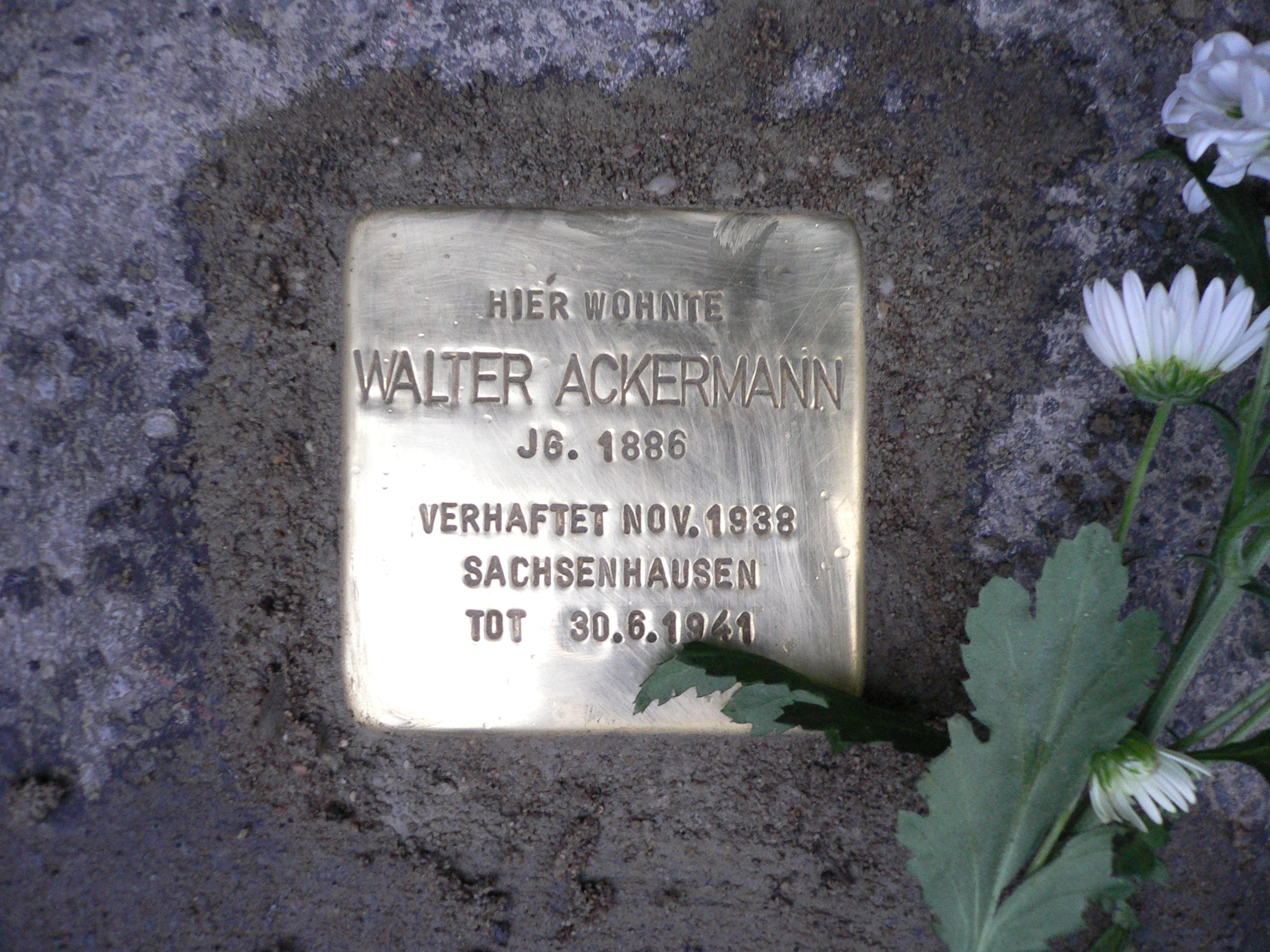
Stolperstein vor dem Haus An der Strangriede 2 für den als Homosexuellen von den Nationalsozialisten verfolgten und im Konzentrationslager Sachsenhausen 1941 gestorbenen Walter Ackermann

Strangriede oder Strangriedegraben war der Name eines Wassergrabens bei Hannover, der im heutigen Stadtteil Nordstadt in Höhe des Engelbosteler Dammes verlief und – nach einer Namensänderung – als Stöckener Bach schließlich in die Leine mündet.

## Geschichte

### An der Strangriede
Schon seit dem 14. Jahrhundert war das Land vor dem Steintor in den Besitz hannoverscher Bürger übergegangen, die seit dem 16. Jahrhundert Grundstücke an Kleinbürger verpachteten. Die Pächter betrieben Gartenbau zum Erwerb und wurden daher als sogenannte „Gartenleute“ bezeichnet. Zu Beginn des 18. Jahrhunderts hatten die Gartengemeinden nördlich Hannovers rund 200, und bis um 1800 – noch zur Zeit des Kurfürstentums Hannover – schon rund 500 Wohnhäuser errichtet. Ebenfalls spätestens 1800 nutzten diese Menschen bereits einen Feldweg entlang der Strangriede. Von ihren bewohnten Gartenhäusern soll sich im Bereich der heutigen Nordstadt nur das zur Zeit des Königreichs Hannover um 1820 errichtete Gartenhaus am Judenkirchhof als letztes Zeugnis der ursprünglich ländlichen Besiedlung erhalten haben.
1845 erhielt der ehemalige Feldweg entlang des Wassergrabens amtlich den Namen An der Strangriede. Um diese Zeit hatte der Bereich noch einen ländlichen, aber auch schon kleinstädtischen Charakter, wie dies noch an den Gebäuden der Heisenstraße 24 oder der Heisenstraße 31 deutlich wird.
Noch 1852 erläuterte der Dichter Hoffmann von Fallersleben unter anderem mit dem Beispiel der Strangriede die Bedeutung von „-riede“ als niederdeutsches Wort für „Bach“.
Ab 1858 hatte die jüdische Gemeinde Schwierigkeiten bei ihrer Suche nach einem Platz für einen neuen Friedhof, da „[...] nur noch ganz wenige Teile des vorstädtischen Gebietes ganz frei von Ansiedelungen seien“, und fand den Platz schließlich in dem 1864 eröffneten Jüdischen Friedhof An der Strangriede. Ähnlich verhielt es sich mit dem Neuen St.-Nikolai-Friedhof. Beide Friedhöfe stehen heute als Gartendenkmal unter Schutz.
Während der im Wesentlichen im letzten Drittes des 19. Jahrhunderts „[...] überplante und geschlossene Bereich zwischen Engelbosteler Damm und Schneiderberg“ aufgrund seiner historischen Bedeutung vollständig als „denkmalpflegerischer Interessenbereich“ kartiert wurde, wurde die Gesamtanlage des in der Gründerzeit des Deutschen Kaiserreichs 1892 errichteten Komplexes des städtischen Krankenhauses Mitte der 1980er Jahre  denkmalgeschützt ausgewiesen.

### Der weitere Verlauf der Strangriede
Noch zur Zeit der Weimarer Republik verlief die Strangriede entlang der 1922 bis 1923 eingerichteten „Gartenarbeitsschule“, dem späteren Botanischen Schulgarten Burg und heutigen Schulbiologiezentrum im Stadtteil Burg.
In einiger Entfernung tritt die ehemalige Strangriede unter ihrem heutigen Namen Stöckener Bach jedoch erst wieder als „[...] naturferner Abschnitt“ im Stadtteil Stöcken in Höhe der Straße Gretelriede Ecke Eilersweg aus ihrer Verrohrung heraus, bevor sie rund 2,7 km weiter in die Leine fließt.